# کیت کارسون (فیلم ۱۹۴۰)
کیت کارسون (انگلیسی: Kit Carson) فیلمی به کارگردانی جورج بی سایتز است که در سال ۱۹۴۰ منتشر شد.

## بازیگران
- جاون هال
- دانا اندروز
- لین باری
- وارد باند
- ریموند هاتون
- سی هاردینگ گوردون
- ادوین ماکسول
- آیرن آیز کودی